# 众人之党
众人之党（日语：／），又译皆党、大家的党，是成立于2009年的日本政党，由从自民党退党的渡边喜美为中心组建而成。2014年11月28日解散。

## 历史

### 成立
众人之党的前身是渡边喜美组建的政治团体“国民运动体 日本的黎明”。2009年8月8日，众议院解散后，该党正式宣布成立，并且于8月10日，向日本政府的总务省提出申请并得以受理。渡边喜美在记者发布会上提出了该党的理念：“与依靠官僚的自民党以及依靠工会的民主党不同，众人之党是真真正正能够做到改革的政党。”

### 過程
该党在当年的众议院选举中赢得了5个席位。2010年參議院改選中得了10個議席，使該黨從原來於參議院只得一個席位，大幅增加為11席，而且拒绝和民主党政权合作。眾人之黨一直與自民黨合作。
2012年第46届日本众议院议员总选举中，總共獲得獲得18席位，並因此一躍成為眾議院第五大黨。
2013年第23届日本参议院议员通常选举，该党获得8个改选议席，在参议院总共有18席，是参议院第四大党。
2013年12月18日，因为特别秘密保护法议案导致该党产生分裂，前干事长江田宪司因为反对该法案带领14名两院议员出走成立连结党。

### 解散
2014年11月28日，第47届日本众议院议员总选举前夕，因党内分歧日益严重，众人之党宣布解散。

## 政策
基本政策是“脱官僚，地方主权，生活重视”。具体而言，主要体现在以下主张：
- 削减国家公务员的待遇，全面禁止人事上的“空降”，提倡地方分权，并进一步推进公营事业的民营化。
- 不赞成增税。
- 提倡活用ODA从而增加日本在亚洲的地位，并提出2050年的温室气体排放量比1990年减少80%的目标。
- 反对向获得永久居留权的外国人授予地方选举权（即“外国人参政权”）。
- 提倡“同工同酬”。
- 主张随着经济增长应该阶段性地提高最低工资。
- 要求企业为所有劳动者（无论是否正式雇佣）投保雇佣保险。

## 歷任代表
| 代 | 代表 | 代表       | 就任日       | 退任日         |
| -- | ---- | ---------- | ------------ | -------------- |
| 1  |      | 渡边喜美   | 2009年8月8日 | 2014年4月      |
| 2  |      | 淺尾慶一郎 | 2014年4月    | 2014年11月28日 |

## 眾人之黨 （會派）
2019年7月30日，参院新会派众人之党成立。有兩位議員。一個會派是議會內部的一個團體。作為一項規定，議會可以組建兩名或兩名以上的議員，將他們帶到議會主席，在委員會分配提問時間，並支付立法行政費用。2022年7月10日，渡邊喜美宣布从政界引退，不参加第26屆日本參議院議員通常選舉。2022年7月27日，滨田聪与NHK党新当选参议员東谷義和组成会派「NHK党」，「眾人之黨」会派解散。

### 所屬議員
| 參議院議員 | 參議院議員         |
| ---------- | ------------------ |
| 2022年改選 | 渡邊喜美 比例、参1 |
| 2025年改選 | 滨田聪 比例、参1   |

## 关联条目
- 日本政治
- 日本國會
- 日本政黨列表

## 外部連結
- 官方網站（日語）